# Konkurrens- och konsumentverket
Konkurrens- och konsumentverket (finska: Kilpailu- ja kuluttajavirasto) är en finländsk myndighet under Arbets- och näringsministeriet som ansvarar för konkurrens- och konsumentsärenden.

## Arbete
Konkurrens- och konsumentverket:
- säkerställer att marknaden fungerar så effektivt och rättvist som möjligt till förmån för samhällsekonomin och konsumenterna. Konsumentombudsmannen vid verket övervakar att konsumentskyddslagstiftningen följs. Tillsynen är i synnerhet inriktad på marknadsföring och avtalsvillkor.
- balanserar förhållandet mellan företagen och alla konsumenter.
- erbjuder konsumenter och företag information och anvisningar som förebygger problem. KKV:s konsumentrådgivning och Konsument Europa medlar objektivt i tvister. Målet är att säkerställa att konsumenterna får gottgörelse då de är berättigade till det.
- övervakar att företagen är framgångsrika på marknaden med sina egna meriter och inte med hjälp av förfaranden som på konstgjord väg begränsar konkurrensen eller ogrundade förmåner.
- ser också till att offentliga samfund i sin näringsverksamhet inte utnyttjar ogrundade konkurrensfördelar som beror på deras ställning och på så sätt åsidosätter effektivare konkurrenter från marknaden eller förhindrar marknadsreformer
- ser till att Finlands skattemedel används så effektivt som möjligt genom att övervaka att offentlig upphandling konkurrensutsätts på ett öppet och rättvist sätt.